# Pfarrkirche Winzendorf

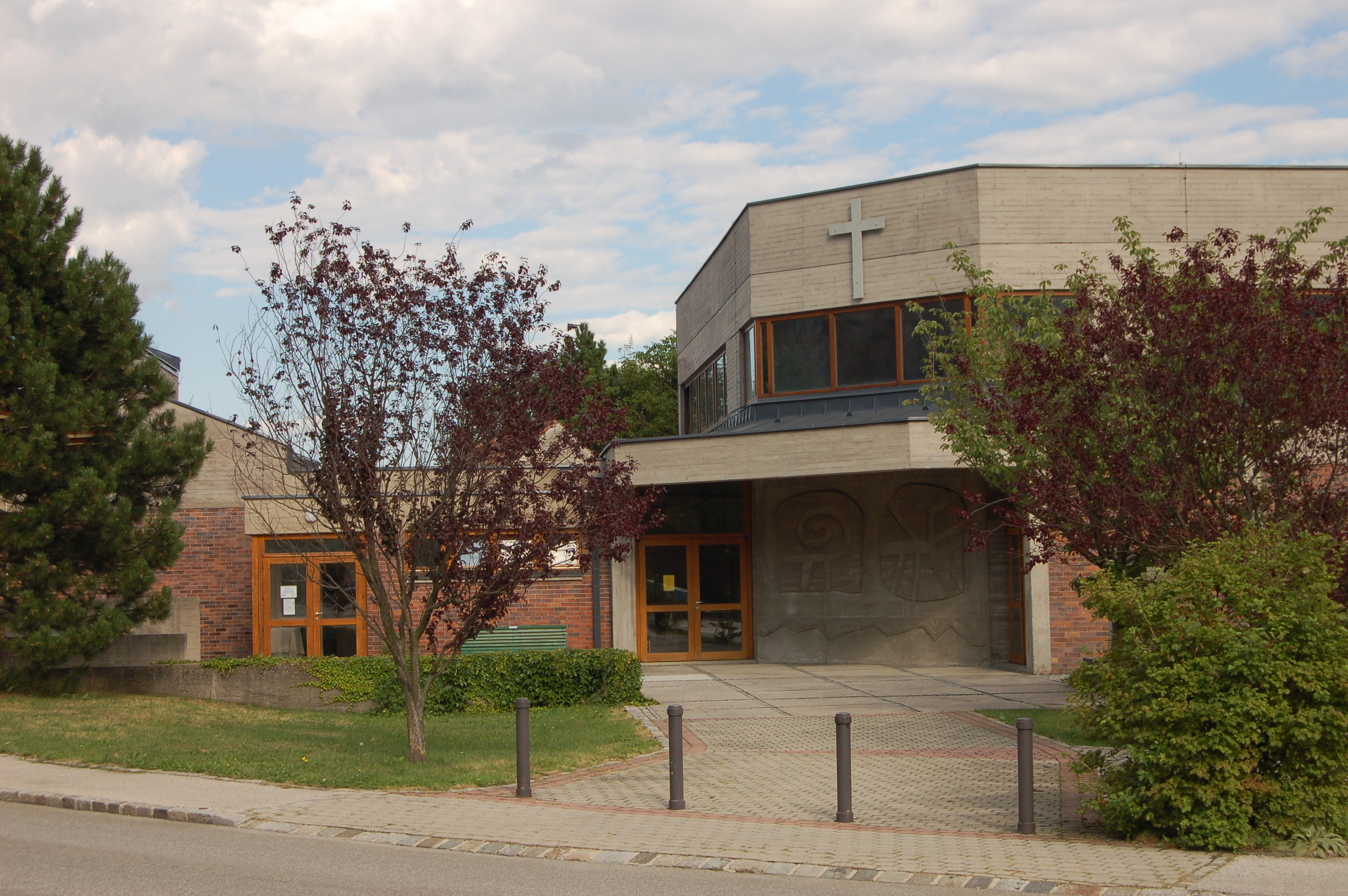
Pfarrkirche hl. Josef der Arbeiter in Winzendorf

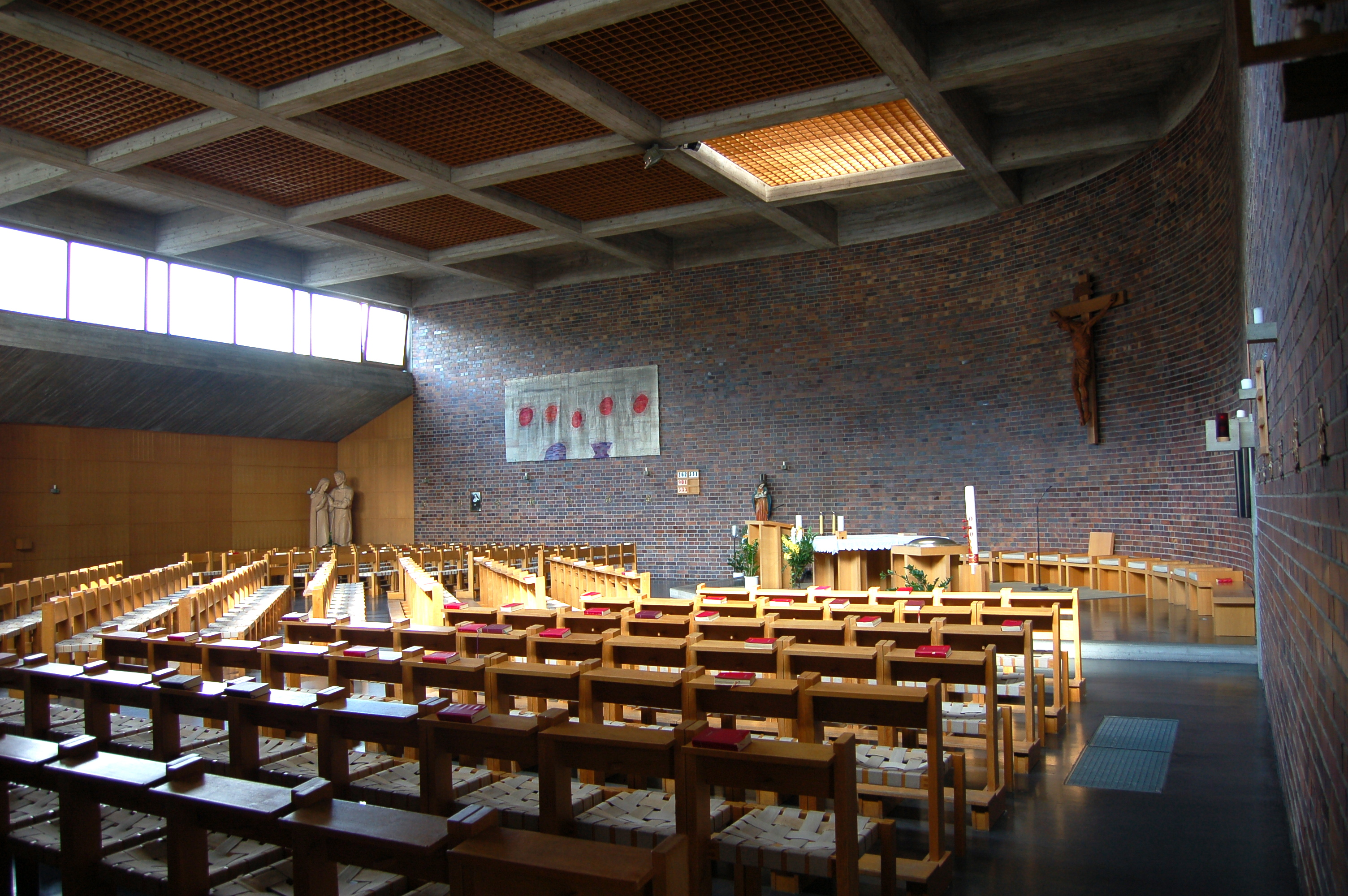
Saalraum mit Altarraum unter Lichtkuppel mit gerundeter Ecke

Die römisch-katholische Pfarrkirche Winzendorf steht nördlich des alten Ortskerns von Winzendorf in der Marktgemeinde Winzendorf-Muthmannsdorf in Niederösterreich. Die Pfarrkirche hl. Josef der Arbeiter gehört zum Dekanat Wiener Neustadt in der Erzdiözese Wien.

## Geschichte
Um 1952 entstand – neben der alten Pfarrkirche – als zweite Gottesdienststätte die Fatima-Kirche; diese Notkirche wurde nach einem Liegenschaftstausch abgebrochen. Die neue Pfarrkirche wurde im Jahre 1971 nach den Plänen des Architektenpaares Eva und Karl Mang erbaut. Die alte Pfarrkirche wurde zur Filialkirche Winzendorf.

## Architektur
Der Kirchenbau mit einem quadratischen Grundriss mit einer gerundeten Ecke ist ein Flachbau und zeigt sich mit Klinkerziegeln und Sichtbeton. In der vorgezogenen Loggia beim Eingangsportal ist ein Betonrelief, gestaltete von der Künstlerin Lydia Roppolt. Seitlich steht eine niedrige Glockenturmanlage mit einer schrägen Verdachung.
Das Kircheninnere zeigt sich als einheitlicher Raum mit Ziegelwänden und einer flachen Betonrasterdecke und einem schwarzen Asphaltboden. Die Rasterung der Betonträger wurde sichtbar gehalten. Die Fensterreihen sind oben angeordnet. Die Raumhöhen wurden nach der Bedeutung der Nutzung abgestuft. Der Altarraum wirkt als optisches Zentrum unter einer Lichtkuppel vor einer weit gerundeten Ecke.

## Ausstattung
Der Altar ist aus Holz. Einen Wandteppich und ein Kreuz schuf die Künstlerin Lydia Roppolt.